# Масл Шоулс (Алабама)
Масл Шоулс (енгл. Muscle Shoals) град је у америчкој савезној држави Алабама. По попису становништва из 2010. у њему је живело 13.146 становника.

## Демографија
Према попису становништва из 2010. у граду је живело 13.146 становника, што је 1.222 (10,2%) становника више него 2000. године.
| Група             | 2000.         | 2010.          |
| Белци             | 9.927 (83,3%) | 10.454 (79,5%) |
| Афроамериканци    | 1.689 (14,2%) | 2.014 (15,3%)  |
| Азијати           | 67 (0,6%)     | 117 (0,9%)     |
| Хиспаноамериканци | 138 (1,2%)    | 351 (2,7%)     |
| Укупно            | 11.924        | 13.146         |